# Aeroportul Hokitika
Aeroportul Hokitika (IATA: HKK, ICAO: NZHK) este un aeroport din Westland District⁠(d), Te Tai-poutini⁠(d), Noua Zeelandă ce deservește zona Hokitika⁠(d).
Situat la o altitudine de 47 m, aeroportul dispune de 2 piste.

## Infrastructură

### Piste
Aeroportul dispune de 2 piste. Pista 03/21 are suprafața de asfalt și dimensiunile 1.152 m × 30 m. Pista 12/30 are suprafața de asfalt și dimensiunile 1.176 m × 18 m. 